# Platygillellus
Platygillellus es un género de peces de la familia de los dactiloscópidos en el orden de los Perciformes. Se distribuyen por mares tropicales de América.

## Especies
Existen las siguientes especies en este género:
- Platygillellus altivelis (Dawson, 1974) - Miraestrellas velero.
- Platygillellus brasiliensis (Feitoza, 2002) - Miraestrellas brasileño.
- Platygillellus bussingi (Dawson, 1974) - Miraestrellas de Bussing.
- Platygillellus rubellulus (Kendall y Radcliffe, 1912) - Mirador de estrellas aletita.
- Platygillellus rubrocinctus (Longley, 1934) - Mirón barreado.
- Platygillellus smithi (Dawson, 1982)